# Nina Solheim
Nina Solheim (Pusan, 4 agosto 1979) è una taekwondoka norvegese.

## Palmarès

### Giochi olimpici
- Argento a Pechino 2008

### Mondiali di taekwondo
- Bronzo a Campionati mondiali di taekwondo 2001

### Europei di taekwondo
- Bronzo a Campionati europei di taekwondo 2006
- Bronzo a Campionati europei di taekwondo 2008